# Kompatibilno sa ljudima
Kompatibilno sa ljudima: Veštačka inteligencija i problem kontrole je nefiktivna knjiga iz 2019. kompjuterskog naučnika Stjuarta DŽ. Rasela. U njoj se tvrdi da rizik po čovečanstvo od napredne veštačke inteligencije (VI) predstavlja ozbiljnu zabrinutost uprkos neizvesnosti oko budućeg napretka u veštačkoj inteligenciji. Takođe predlaže pristup problemu kontrole veštačke inteligencije.

## Pregled
Rasel počinje tvrdnjom da je standardni model istraživanja veštačke inteligencije, u kojem primarna definicija uspeha postaje sve bolja i bolja u postizanju rigidnih ciljeva koje su odredili ljudi, opasno pogrešan. Takvi ciljevi ne odražavaju ono što ljudski dizajneri nameravaju, na primer, ne uzimaju u obzir ljudske vrednosti koje nisu uključene u ciljeve. Ako bi veštačka inteligencija razvijena prema standardnom modelu postala superinteligentna, verovatno ne bi u potpunosti odražavala ljudske vrednosti i mogla bi biti katastrofalna za čovečanstvo. Rasel tvrdi da upravo zato što je vremenski okvir razvoja veštačke inteligencije na ljudskom nivou ili superinteligentne VI veoma neizvestan, istraživanje bezbednosti treba započeti što je pre moguće, jer je takođe veoma neizvesno koliko bi vremena trebalo da se završi takvo istraživanje.
Rasel tvrdi da je kontinuirani napredak u sposobnostima veštačke inteligencije neizbežan zbog ekonomskih pritisaka. Takvi pritisci se već mogu videti u razvoju postojećih tehnologija veštačke inteligencije kao što su automobili koji se sami voze i softver za lične asistente. Štaviše, veštačka inteligencija na ljudskom nivou mogla bi da vredi mnogo triliona dolara. Rasel zatim ispituje trenutnu debatu oko rizika od veštačke inteligencije. On pobija brojne uobičajene argumente koji odbacuju rizik od veštačke inteligencije i pripisuje veliki deo njihove upornosti tribalizmu — istraživači veštačke inteligencije mogu da vide zabrinutost zbog AI rizika kao „napad“ na njihovu oblast. Rasel ponavlja da postoje legitimni razlozi da se ozbiljno shvati zabrinutost zbog VI rizika i da ekonomski pritisci čine nastavak inovacija u VI neizbežnim.
Rasel zatim predlaže pristup razvoju dokazano korisnih mašina koje se fokusiraju na poštovanje prema ljudima. Za razliku od standardnog modela AI, gde je cilj rigidan i izvestan, ovaj pristup bi doveo do toga da pravi cilj veštačke inteligencije ostane neizvestan, pri čemu se VI samo približava sigurnosti u pogledu toga, jer dobija više informacija o ljudima i svetu. Ova neizvesnost bi, u idealnom slučaju, sprečila katastrofalne nesporazume o ljudskim preferencijama i podstakla saradnju i komunikaciju sa ljudima. Rasel zaključuje pozivajući na strožije upravljanje istraživanjem i razvojem veštačke inteligencije, kao i na kulturnu introspekciju o odgovarajućoj količini autonomije koju treba zadržati u svetu kojim dominira veštačka inteligencija.

### Raselova tri principa
Rasel navodi tri principa za vođenje razvoja korisnih mašina. On naglašava da ovi principi nemaju za cilj da budu eksplicitno kodirani u mašine; nego su namenjeni ljudskim programerima. Principi su sledeći:‍:173
1. Jedini cilj mašine je da maksimizira realizaciju ljudskih preferencija.
2. Mašina je u početku nesigurna u vezi sa tim preferencijama.

3. Krajnji izvor informacija o ljudskim preferencijama je ljudsko ponašanje.
„Preference“ na koje Rasel upućuje „su sveobuhvatne; one pokrivaju sve do čega vam je možda stalo, proizvoljno daleko u budućnost.“‍:173 Slično, „ponašanje“ uključuje bilo koji izbor između opcija,‍:177 i neizvesnost je takva da se neka verovatnoća, koja može biti prilično mala, mora pripisati svakom logički mogućem ljudskom izboru.‍:201
Rasel istražuje inverzno podržano učenje, u kojem mašina zaključuje funkciju nagrade iz uočenog ponašanja, kao moguću osnovu za mehanizam za učenje ljudskih preferencija.‍:191–193

## Prijem
Nekoliko recenzenata složilo se sa argumentima knjige. Ijan Sampl u The Guardianu nazvao ju je „ubedljivom“ i „najvažnijom knjigom o veštačkoj inteligenciji ove godine“. Ričard Voters iz Fajnanšal Tajmsa pohvalio je knjigu „ohrabrujuću intelektualnu strogost“. Kirkus Reviews je to podržao kao „snažan argument za planiranje dana kada nas mašine mogu nadmudriti“.
Isti recenzenti okarakterisali su knjigu kao „vrloglavu i duhovitu“, ili „pristupačnu“ zbog „lakoničnog stila i suvog humora“. Metju Hatson iz Vol Strit žurnala je rekao da „uzbudljiva knjiga gospodina Rasela ide duboko dok blista suvim duhovitostima“. Recenzent iz Library Journal nazvao ju je „Pravi vodič u pravo vreme“.
Džejms Makonači iz Tajmsa je napisao: „Ovo nije baš popularna knjiga koja je hitno potrebna veštačkoj inteligenciji. Njeni tehnički delovi su preteški, a filozofski previše laki. Ali je fascinantna i značajna.“
Nasuprot tome, Kompatibilno sa ljudima je kritikovan u pregledu koji je u časoposu Nature objavio Dejvid Lesli, saradnik za etiku na Institutu Alan Tjuring; i slično u stanovišnom eseju Njujork Tajmsa autora Melani Mičel. Jedna tačka spora je bila da li je superinteligencija moguća. Lesli kaže da Rasel „ne uspeva da ubedi da ćemo ikada videti dolazak ’druge inteligentne vrste‘“, a Mičel sumnja da bi mašina ikada mogla „premašiti opštost i fleksibilnost ljudske inteligencije“ a da ne izgubi „brzinu, preciznost, i programabilnost računara“. Drugo neslaganje je bilo da li će inteligentne mašine prirodno težiti da usvoje takozvane moralne vrednosti „zdravog razuma”. U Raselovom misaonom eksperimentu o robotu geoinženjeringa koji „guši čovečanstvo da bi raskiselio okeane“, Lesli se „ima poteškoća da identifikuje bilo kakvu inteligenciju“. Slično, Mičel veruje da bi inteligentni robot prirodno imao tendenciju da bude „ublažen zdravim razumom, vrednostima i društvenim rasuđivanjem bez kojih opšta inteligencija ne može postojati“.
Knjiga je bila na listi za Fajnanšal Tajms/Makinsej nagradu za 2019. godinu.

## Spoljašnje veze
- Interview with Stuart J. Russell